# Luca di Strigonio
Luca di Strigonio (in ungherese Lukács Bánfi; 1120 circa – 1181) è stato un arcivescovo cattolico e diplomatico ungherese attivo nella seconda metà del XII secolo.
Vescovo di Agria tra il 1156 e il 1158 e arcivescovo di Strigonio dal 1158 fino alla sua morte nel 1181, si ipotizza che Luca provenisse da una famiglia benestante e influente, ma le fonti restano incerte sulla sua origine. Fu uno dei primi studenti dell'Università di Parigi e, in virtù della sua formazione, quando tornò in Ungheria la sua carriera ecclesiastica subì una rapida ascesa. Riuscendo a divenire consigliere di Géza II nei suoi ultimi anni, Luca ebbe un impatto significativo sulla politica estera e sui processi diplomatici del paese. Luca fu un convinto sostenitore di Stefano III durante le lotte dinastiche che ebbero luogo tra vari esponenti Arpadi dopo la morte di Géza II, ovvero quando il regno di Stefano III fu contestato dai suoi due zii. L'arcivescovo si oppose sia ai tentativi di ingerenza compiuti all'epoca dall'impero bizantino sia da quelli effettuati dal Sacro Romano Impero. Luca ebbe una relazione ambigua con il fratello e successore di Stefano, Béla III. La sua rigorosa e intransigente volontà di attuare i dettami della Riforma gregoriana alla lettera resero più complicata e fragile la sua collaborazione e alleanza con la Santa Sede nell'ultimo decennio del suo mandato arcivescovile, che coincise con il pontificato di papa Alessandro III.

## Biografia

### Origini
È verosimile che Luca nacque da una famiglia aristocratica benestante e illustre poco dopo il 1120, malgrado non si conosca quale. Suo fratello era Apa (o Appa), un potente nobile attivo presso la corte reale di Géza II d'Ungheria. Apa acquisì una certa fama dopo la caduta di Beloš, un principe serbo destituito, e servì come ispán (conte) nel comitato di Bács-Bodrog nel 1156 e poi come ban di Slavonia dal 1157 al 1158 circa. Secondo uno statuto la cui autenticità è discussa, fu anche giudice reale nel 1158.
Dal XVIII secolo in poi, diversi storici e genealogisti hanno ipotizzato il legame di Luca e di suo fratello Apa a varie gens (famiglie nobili) di spessore attive nel regno d'Ungheria. András Lehotzky e Iván Nagy hanno ritenuto che Luca fosse un membro della famiglia Bánfi (Bánffy, letteralmente "figlio di un bano") di Alsólendva, un ramo cadetto degli Hahót, mentre altri storici hanno proposto che discendesse dai rami Bánfi (Bánffy) dei Tomaj e dei Gutkeled. Nándor Knauz lo ha etichettato come «Lucas Bánffy de Alsó Lindva della gens dei Guthkeled» nella sua opera, il Monumenta ecclesiae Strigoniensis (1874), ma una simile ricostruzione appare poco credibile, considerando che i cognomi non esistevano all'epoca. Lo storico Ubul Kállay ha rigettato le suddette teorie e ha sostenuto che Apa e Luca fossero figli di Alessio, un bano della Slavonia in carica durante il regno di Stefano II d'Ungheria, ma si tratta comunque di una ricostruzione incerta. I lavori di accademici e storici di epoca più recente, tra cui quelli di Gyula Pauler, Bálint Hóman, Gyula Kristó e Ferenc Makk, rinunciano a tracciarne le origini e si riferiscono a lui semplicemente come «l'arcivescovo Luca».

### Formazione e inizio della carriera ecclesiastica
(Gualtiero Map: De nugis curialium)
Dal 1150 al 1156 circa, Luca studiò all'Università di Parigi, dove fu allievo di Gerardo Pucella, uno studioso di diritto canonico, e poi del vescovo di Coventry. Fu uno dei primi ungheresi a frequentare un'università straniera e il primo discepolo magiaro di cui si ha notizia che si formò nella neonata università parigina. Egli conseguì una laurea in diritto ecclesiastico e si distinse per la sua propensione allo studio della cultura umanistica. Luca potrebbe essere stato il primo chierico ungherese ad analizzare e studiare il Decretum Gratiani, una collazione della prima metà del XII secolo di diritto canonico. Tra i suoi colleghi c'era presumibilmente il cronista inglese Gualtiero Map (Gualterius Mappus), il quale ricordava Luca nella sua unica opera sopravvissuta, il De nugis curialium. Egli descrive Luca come un uomo altamente istruito e un cristiano gentile, lodando la sua grande generosità. Map aggiunge che Luca aveva un suo alloggio personale all'interno dell'università (un'opportunità resa probabilmente possibile in virtù della sua ricchezza) ed eseguì volentieri delle donazioni. Tuttavia, Map, nato intorno al 1140, era decisamente più giovane di Luca e frequentò la scuola un decennio dopo, negli anni 1160, circostanza che lascia intendere come egli avesse riferito quest'informazione per sentito dire.
Da studente, Luca instaurò delle relazioni produttive con studiosi e religiosi stranieri, come Giovanni di Salisbury. Nei decenni a venire, Giovanni di Salisbury e Gualtiero Map conobbero Tommaso Becket, un importante e potente prelato dell'Inghilterra del XII secolo. Lo storico György Györffy ha confrontato le loro carriere e ha riscontrato molte somiglianze tra le attività filo-papali di Luca e quelle di Tommaso Becket nei prossimi decenni. Secondo Györffy, i due non si incontrarono personalmente (Tommaso Becket era un segretario di Teobaldo di Bec quando il magiaro risiedeva a Parigi), ma avevano conoscenza l'uno dell'altro e perseguivano una politica ecclesiastica simile per difendere i propri interessi contro il potere reale secolare. Come racconta la mappa nel suo aneddoto su Luca, Ugo di le Mans, vescovo di Acri, lo informò dei successivi incontri di Luca con gli Arpadi in guerra d'Ungheria, che Becket apprese tramite Map.
Quando tornò in Ungheria, Luca fu eletto vescovo di Agria nel 1156 e viene ancora chiamato in tal modo dalle fonti fino al marzo 1157. Quando Gervasio, vescovo di Giavarino si recò da Géza II per concedere il diritto di raccogliere il sale all'arcidiocesi di Strigonio a Nána e Štúrovo (oggi in Slovacchia), Luca viene nominato tra i vescovi presenti come testimoni al momento dell'emissione del provvedimento. La sua elezione era invero stata già confermata da papa Adriano IV nelle settimane precedenti. Per via della mancanza di fonti, non si ha notizia delle attività compiute da Luca in veste di vescovo di Agria; il suo nome compare soltanto nell'elenco dei dignitari dei vari atti reali emesso da Géza II. Nel 1157 si verificarono disordini politici in Ungheria; il cronista tedesco di Frisinga Rahewin testimonia che il fratello più giovane del re Géza II, Stefano, iniziò a cospirare con il suo ambizioso zio, Beloš, e altri signori ai danni del monarca. Géza II espulse il fratello ribelle e lo condannò a morte, mentre Beloš perse la sua influenza sulla corte reale e abbandonò l'Ungheria nella seconda metà dell'anno. La sua partenza coincise con l'ascesa politica di Apa, fratello di Luca, alla posizione di bano della Slavonia alla fine del 1157. È plausibile che Apa avesse favorito l'ascesa in campo ecclesiastico di Luca e che avesse giocato un ruolo chiave nel consentire a suo fratello di tornare in Ungheria. Quando la ribellione fallì, i due fratelli di Géza II, Ladislao e Stefano cercarono rifugio nell'impero bizantino nel 1160 e Manuele I Comneno decise di concedere loro asilo a Costantinopoli.

### Arcivescovo di Strigonio

#### Influenza su Géza II
(Lettera dell'arcivescovo Luca (missilis) all'arcivescovo Everardo di Salisburgo nel 1161)

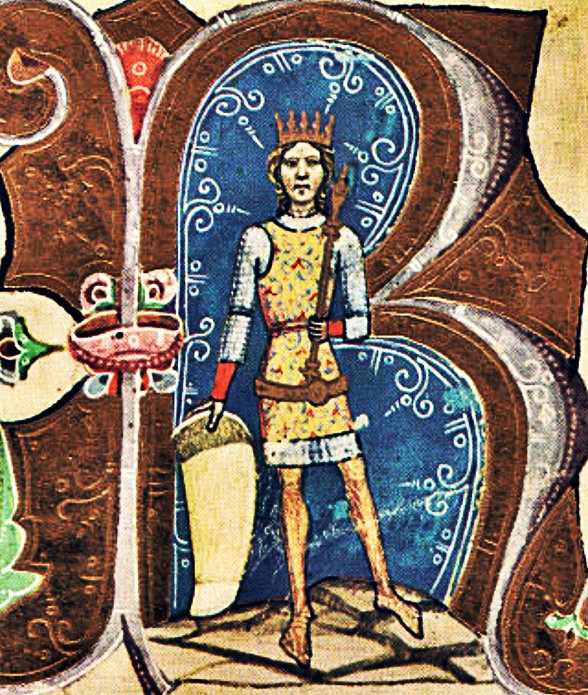
Géza II d'Ungheria (r. 1141-1162)

Martirio, arcivescovo di Strigonio morì nella primavera del 1158 e gli succedette presto Luca. Apa e Luca divennero i principali sostenitori di Géza II durante i suoi ultimi anni di regno e ricoprirono rispettivamente le più illustri cariche burocratiche ed ecclesiastiche. Quando la corona eseguì una donazione a favore della Cattedrale di San Doimo e del suo arcivescovo Gaudio due volte nel 1158, i fratelli compaiono nella lista soltanto per nome. Luca simpatizzò per l'ala riformista della curia romana, che negli anni successivi influenzò anche la politica estera di Géza II. Soprannominato da alcuni studiosi il «rappresentante del gregorianesimo estremo», come ha affermato il teologo József Török, Luca «supervisionò in maniera vigile gli interessi del legittimo papa [Alessandro III] e della Chiesa» durante i suoi primi anni da arcivescovo. Fu uno dei primi prelati ungheresi a sognare una Chiesa su scala europea e a ragionare su un concetto di universalismo cristiano come immaginato dai principali esponenti teologici dell'epoca. Lo storico letterario János Győry ha sostenuto che Luca simpatizzasse per i movimenti eretici prevalenti nella regione, ovvero albigesi, patarini e bogomili, ma la maggioranza degli studiosi non condivide questa teoria.

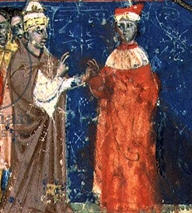
Papa Alessandro III incontra il suo rivale Federico Barbarossa

Inizialmente, Géza II sostenne gli sforzi di Federico Barbarossa contro i comuni italiani filo-papali (in seguito riunitisi nella Lega Lombarda), inviando persino truppe ausiliarie ungheresi come scorta al fianco dell'imperatore in Italia tra il 1158 e il 1160. Federico Barbarossa costrinse le città italiane alla resa nel settembre 1158. Tuttavia, Milano e Crema insorsero nuovamente apertamente contro il governo dell'imperatore dopo che la dieta di Roncaglia ordinò il ripristino dei diritti imperiali, compreso il diritto dell'imperatore di riscuotere tasse nelle città dell'Italia settentrionale. Géza ordinò ai suoi messaggeri di recarsi all'accampamento del Barbarossa e promise di inviare ulteriori rinforzi contro le città ribelli. La morte di papa Adriano IV, avvenuta il 1º settembre 1159, provocò uno scisma, in quanto il collegio cardinalizio si trovò di fronte a un partito di maggioranza che era contrario alla politica del Barbarossa e una minoranza che, invece, lo appoggiava. Il primo gruppo elesse dopo il conclave Alessandro III come papa, mentre i sostenitori del Barbarossa nominarono invece un antipapa, Vittore IV. L'imperatore Federico indisse un sinodo a Pavia per porre fine allo scisma e Géza, per mezzo dei suoi ambasciatori, prese parte al consiglio ecclesiastico durante il quale, nel febbraio del 1160. Vittore IV fu dichiarato papa legittimo. Tuttavia, l'arcivescovo Luca rimase fedele ad Alessandro III e persuase Géza ad avviare dei negoziati con i rappresentanti di Alessandro III. La corona di Santo Stefano decise di cambiare partito soltanto dopo che la maggior parte dei monarchi europei, inclusi i re di Sicilia, Inghilterra e Francia, parteggiò per Alessandro III. Benché gli emissari del magiaro annunciarono la sua decisione ad Alessandro III all'inizio del 1161, Géza informò l'imperatore solo del suo riconoscimento del papa legittimo solo nell'autunno dello stesso anno. Una lettera inviata da Luca al suo alleato, Everardo, arcivescovo di Salisburgo, che era la principale figura fedele a papa Alessandro nel Sacro Romano Impero, rivelò che la sua influenza ebbe un peso significativo con Géza II quando cambiò la direzione della sua politica estera. Luca presentò tale mutamento di prospettiva come dovuto interamente a lui, in quanto riporta: «Sono riuscito, tramite vari appelli, a far sì che il nostro Signore Re e tutta la nostra Chiesa accettassero Alessandro». Diversi storici, tra cui Gyula Pauler e József Gerics, hanno ritenuto genuino il contenuto della lettera e hanno considerato il ruolo significativo di Luca nei negoziati con l'emissario filo-imperiale, il vescovo Daniele di Praga nella Pasqua del 1161 prima dell'incontro ufficiale del boemo con Geza II. Tuttavia, Ferenc Makk ha fatto notare come non ci sia altra fonte che enfatizzi il ruolo di Luca negli eventi al di là della lettera scritta da lui stesso.
Géza II e l'inviato di Alessandro III, il legato pontificio Pietro di Miso firmarono un concordato nell'estate del 1161 con la mediazione di Luca. L'intesa prevedeva che il sovrano magiaro non avrebbe deposto o trasferito i prelati senza il consenso della Santa Sede, mentre quest'ultima non avrebbe inviato dei legati papali in Ungheria senza il permesso del re, così come i prelati magiari potevano fare appello alla Santa Sede solo con il consenso del monarca. Papa Alessandro, che era pienamente consapevole della fedeltà e delle attività di politica estera di Luca, dimostrò il suo apprezzamento inviando a Luca il pallio arcivescovile nel luglio 1161, confermando che l'elezione di Luca ebbe luogo tre anni prima. Secondo una decretale di papa Alessandro III emessa nel 1167 o 1168, quando il legato pontificio, il cardinale Pietro di Miso, fu inviato in Ungheria per consegnare il pallio a Luca, il fratello dell'arcivescovo «Alban» (la maggioranza degli studiosi lo identificava con Apa) fornì un cavallo al legato quando Pietro e la sua scorta varcarono il confine ungherese verso la Dalmazia attraverso il mare Adriatico. La lettera affermava che l'arcivescovo Luca temeva che quest'ascesa potesse essere giudicata alla stregua di un caso di simonia dalla curia romana. Alessandro III rassicurò il prelato citando dei passi biblici e avvertì Luca di non disturbarlo per questioni futili. La decretale, che in seguito divenne parte dei Decretales Gregorii IX (o Liber Extra), riflette la rigida individualità, l'eccessiva severità e i tentativi estremi di attuazione delle riforme gregoriane di Luca che caratterizzarono il suo mandato come arcivescovo di Strigonio.
Lo storico del XVIII secolo Miklós Schmitth ha fatto osservare che Luca recuperò le gemme rubate del defunto Martirio dal ladro Giordano subito dopo essere stato eletto arcivescovo. Stando a un atto reale presumibilmente emesso da Stefano III, Géza II ordinò a Ded di Vác e Chama di Eger di riconsacrare l'Abbazia di Szentjobb (odierna Sâniob, in Romania) con il consenso di Luca. Nello scritto si legge anche che il monastero benedettino di Szentjobb fu attaccato e saccheggiato dai figli di un certo «Palatino Paolo» grosso modo in quel frangente; come conseguenza per queste azioni, l'arcivescovo Luca scomunicò Paolo. Lo storico Tamás Körmendi ha messo in dubbio l'attendibilità del documento, il quale soffre di interpretazioni errate, spiegazioni poco credibili, anacronismi ed errori di giudizio tipici del XVIII secolo.

#### Lotte dinastiche
(Gualtiero Map, De nugis curialium)

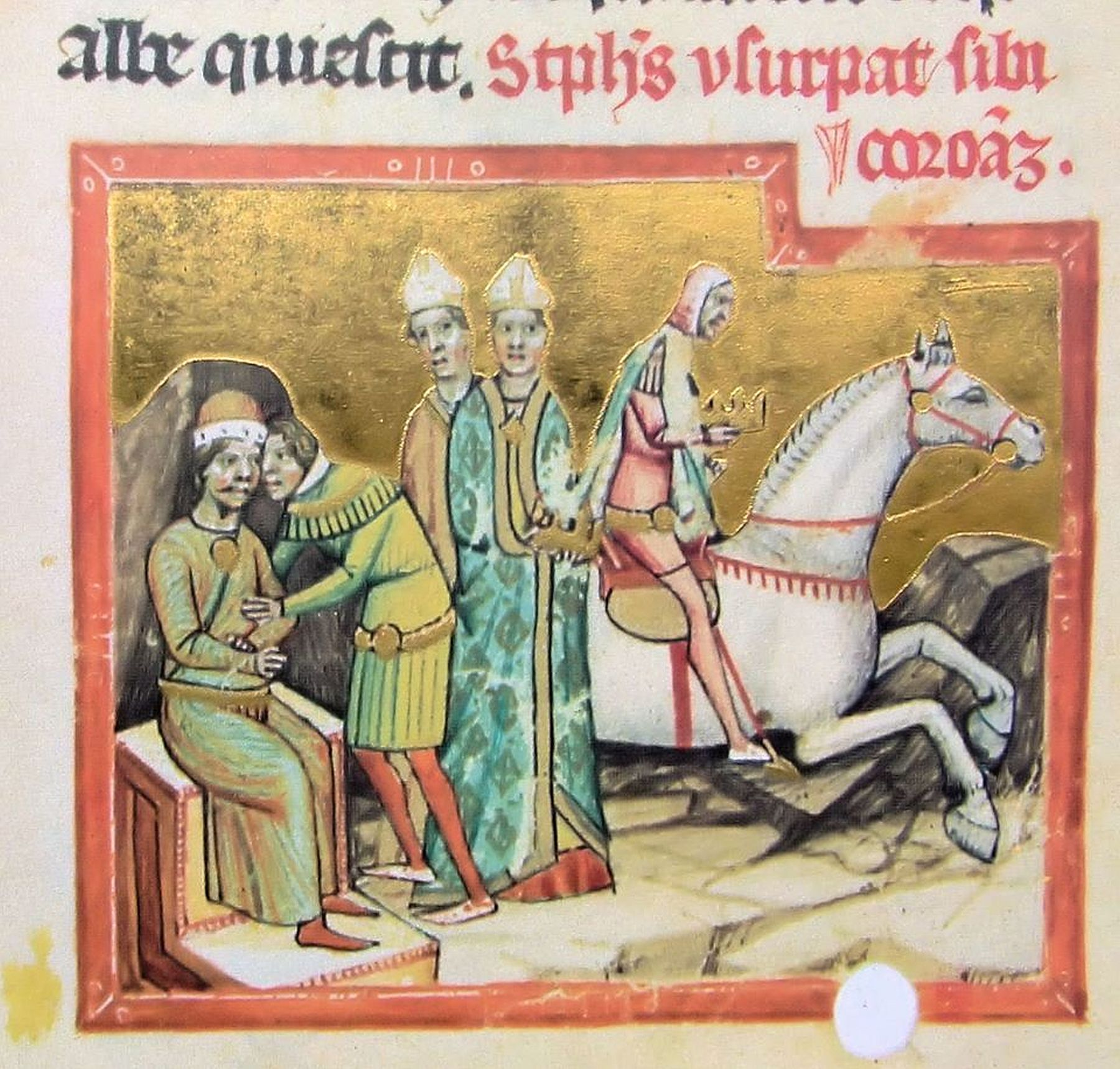
Ladislao II sottrae la corona (il trono) a suo nipote, Stefano III. Miniatura tratta dalla Chronica Picta

Géza II morì in maniera improvvisa il 31 maggio 1162; l'arcivescovo Luca incoronò senza indugio il figlio maggiore di Géza II, il quindicenne Stefano III re all'inizio di giugno ad Albareale (Székesfehérvár). Immediatamente dopo l'incoronazione, l'imperatore bizantino Manuele Comneno, il quale tentò di estendere la sua influenza sul regno vicino, spedì un esercito in Ungheria che avanzò fino ad Haram (odierna Ram, in Serbia) e inviò degli emissari in Ungheria per promuovere la rivendicazione dell'omonimo zio del giovane monarca al trono ungherese. La maggioranza dei nobili si oppose a Stefano come loro sovrano a causa della sua relazione familiare con Manuele. L'élite decise di accettare lo zio di Stefano, Ladislao II, come «candidato di compromesso» dopo essere stati corrotti dai bizantini ma temendo una potenziale invasione di Costantinopoli. L'esercito di Stefano III fu sbaragliato a Kapuvár, con il risultato che lui fuggì dall'Ungheria e cercò rifugio in Austria sei settimane dopo la sua incoronazione.
L'arcivescovo Luca rimase in Ungheria dopo l'intervento dei romei e fu uno dei pochi a rimanere fedele a Stefano e si rifiutò di incoronare Ladislao; di conseguenza, Mikó, arcivescovo di Kalocsa, tenne la cerimonia nel luglio 1162, nonostante la nomina del monarca magiaro rimase per secoli responsabilità dell'arcivescovo di Strigonio. Luca considerava Ladislao II un usurpatore e lo scomunicò tramite un suo messaggero, che lo criticò per aver illegittimamente sottratto la corona a suo nipote. Luca scomunicò altresì il suo collega arcivescovo Mikó per il suo "collaborazionismo" con il nuovo sovrano. Come ha osservato Makk, la base giuridica necessaria per proclamare la punizione ecclesiastica contro Ladislao II compiuta da Luca va rintracciata nell'articolo 17 di Secondo Codice di re Stefano e dall'articolo 2 del cosiddetto Secondo sinodo di Strigonio, avvenuto durante il regno di Colomanno. Secondo il De nugis curialium di Map, il nuovo monarca cercò di intimidire e persuadere il prelato a schierarsi tra i suoi sostenitori, ma Luca rimase fermo e condannò fermamente la sua controversa ascesa al trono magiaro. Per tutta risposta, la corona ordinò che l'arcivescovo fu arrestato e imprigionato poco dopo.
(Gualtiero Map, De nugis curialium)

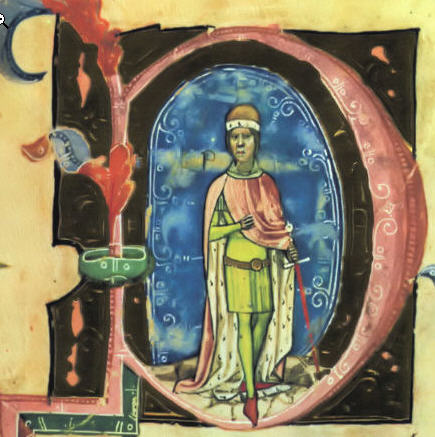
Stefano IV come raffigurato nella Chronica Picta

Ladislao II tentò di riconciliarsi con i suoi oppositori e liberò l'arcivescovo Luca a Natale su richiesta di papa Alessandro III. Tuttavia, Luca non si mosse dalle proprie convinzioni, continuando a sostenere Stefano III e diventando una figura centrale dell'opposizione interna di Ladislao. La sua ostinata resistenza lasciava intendere che non vi fosse alcuna possibilità di conciliare i sostenitori di Stefano III e quelli di Ladislao II. Luca non riconobbe la legittimità del governo di Ladislao e prese seriamente in considerazione lo scenario di un'aperta ribellione contro il regime filo-bizantino. Gli interessi politici di Luca erano in conflitto con quelli del pontefice Alessandro III, il quale mantenne un discreto rapporto con le corti di Ladislao II e dell'imperatore Manuele a causa della costante minaccia rappresentata politica anti-papale di Federico Barbarossa. Lo storico ecclesiastico József Török sostiene che Luca intravide nell'applicazione coerente e intransigente dell'antica usanza della primogenitura come una garanzia per la stabilità del regno, una regola questa che era stata messa in pericolo dalle ambizioni di Ladislao e Stefano. L'arcivescovo si espresse tramite delle omelie con dei toni accorati contro l'impero bizantino, in quanto esempio negativo di uno Stato che era stato travagliato da guerre civili, lotte dinastiche, omicidi a corte e anarchia. Gli atteggiamenti di Luca costrinsero Ladislao a imprigionarlo di nuovo nel giro di pochi giorni. Nel frattempo, Stefano III tornò in Ungheria con un esercito e catturò Presburgo (l'odierna Bratislava, in Slovacchia); poco dopo, Ladislao II morì improvvisamente il 14 gennaio 1163. Molti dei suoi contemporanei considerarono la maledizione di Luca un fattore chiave che contribuì alla sua morte.
Stefano III non poté prendere la corona dopo la morte dello zio perché l'altro suo anziano zio, Stefano IV (fratello di Ladislao II), salì al trono e impedì l'ascesa del sovrano legittimo, sebbene siano incerti i motivi per cui il giovane non agì. L'arcivescovo Luca si rifiutò di incoronarlo e, per questo, rimase in cattività. A supervisionare la cerimonia di investitura fu di nuovo dall'arcivescovo Mikó il 27 gennaio; appresa la notizia, Luca scomunicò Stefano IV e dichiarò illegittimo il suo governo. Stefano radunò pertanto un esercito grazie all'aiuto degli aristocratici che avevano abbandonato suo zio, oltre ad assoldare dei mercenari tedeschi. Subito dopo ebbe luogo la battaglia decisiva per il potere, la quale si combatté presso l'importante insediamento magiaro di Albareale (Székesfehérvár) e vide Stefano III surclassare suo zio il 19 giugno 1163. L'anziano Stefano fu catturato, ma Stefano III lo liberò su consiglio dell'arcivescovo Luca, a condizione che non tornasse mai in Ungheria. Secondo la cronaca di Enrico di Mügeln, Luca venne liberato nello stesso frangente storico.

#### Regno di Stefano III
(Gualtiero Map, De nugis curialium)
Il detronizzato Stefano IV fuggì dapprima nel Sacro Romano Impero, ma poco dopo cercò rifugio nell'impero bizantino, dove Manuele Comneno gli promise sostegno. A tal fine, Costantinopoli inviò un esercito in Ungheria per aiutare Stefano IV a riconquistare il trono e sottrarlo a suo nipote. Le campagne militari su larga scala caratterizzarono gli anni successivi; nel frattempo, Luca, insieme alla regina vedova Eufrosina, funse da principale consigliere di Stefano III durante il suo regno. Dopo la stipula di un trattato di pace con l'imperatore Manuele, Stefano III accettò di inviare suo fratello minore, Béla, a Costantinopoli e consentire ai romei di impadronirsi del ducato di Béla, il quale comprendeva la Croazia, la Dalmazia e Sirmio. Nel tentativo di riconquistare questi territori, Stefano III condusse delle guerre contro l'impero bizantino tra il 1164 e il 1167, malgrado esse terminarono con esito infausto.

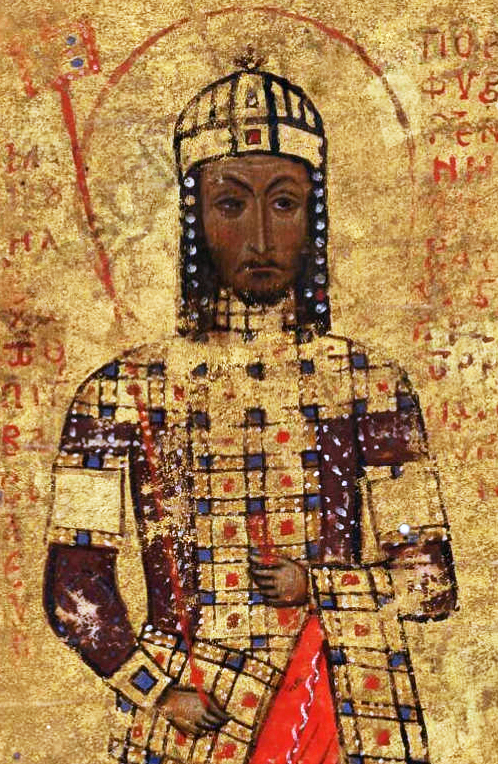
L'imperatore bizantino Manuele I Comneno, principale avversario di Stefano III

Durante la guerra con il nemico latino, Stefano III chiese assistenza all'imperatore Federico, ostile a papa Alessandro. L'alleanza, nonostante la fondatezza dei motivi che avevano spinto il sovrano magiaro a proporla, fu fortemente osteggiata da Luca e da Roma, che chiesero all'arcivescovo Everardo di Salisburgo di impedire che un simile scenario si realizzasse. Papa Alessandro, inoltre, si lamentò del fatto che il celibato non fosse applicato in maniera universale tra i prelati in Ungheria. Esistono delle prove che suggeriscono che Stefano III si impadronì delle entrate della Chiesa per finanziare la sua guerra contro Costantinopoli. Di conseguenza, il rapporto di Luca con il suo monarca peggiorò qualche tempo dopo il 1165 o il 1166, con il risultato che l'uomo di chiesa non rimase più alla corte reale per anni. La cappella reale, responsabile della redazione e dell'emissione dei diplomi reali sotto la guida dell'arcivescovo di Strigonio, cessò le sue attività durante il ritiro volontario di Luca. Il suo notaio Becen rimase fedele alla corona, ma risulta conservati soltanto tre atti reali emessi tra il 1166 e il 1169; poiché i chierici erano gli unici in grado di leggere e scrivere, il minor numero di documenti stilati coincise con un temporaneo declino dell'alfabetizzazione.
Papa Alessandro III inviò un suo legato, il cardinale Manfredi, in Ungheria nel 1169, al fine di discutere delle questioni che ancora rendevano poco disteso il rapporto con la corona locale. Manfred e Luca convocarono un sinodo a Strigonio, il cosiddetto Terzo Concilio di Strigonio. Le trattative terminarono con un accordo che vietava al monarca di deporre o trasferire arbitrariamente i prelati o di confiscarne i beni; nella stessa occasione, Stefano III riconosceva Alessandro quale pontefice legittimo. Makk ha sottolineato il ruolo dell'arcivescovo Luca nella vicenda, ritenuto uno dei principali fautori e redattori del concordato.
Tuttavia, il papa sostenne Stefano anziché Luca quando quest'ultimo tentò di ostacolare la consacrazione del protetto del re, Andrea, eletto vescovo di Győr, a causa della sua presunta elezione avvenuta senza rispettare il diritto canonico. Sebbene Manfredi avesse intimato Luca di celebrare la consacrazione di Andrea, egli si rifiutò di farlo, dimostrando che il suo rapporto con la Santa Sede non era più armonioso dalla fine degli anni 1160. Una lettera emessa da Roma intorno al marzo 1179 affermava che qualche tempo dopo il 1169 l'arcivescovo Luca scomunicò Stefano III e la regina Eufrosina a causa di un «insignificante sotterfugio». Secondo Gualtiero Map, l'arcivescovo Luca si riconciliò con Stefano III intorno al marzo 1171, con il sovrano che morì un anno dopo, il 4 marzo 1172. Come attesta la Chronica Slavorum di Arnoldo di Lubecca, la sua messa funebre a Strigonio fu celebrata da Luca.

#### Rapporto ambivalente con Béla III
(Papa Alessandro III all'arcivescovo Luca nel marzo 1179)
A seguito della morte di Stefano III, una delegazione ungherese visitò l'imperatore Manuele e Béla a Sardica (oggi Sofia, in Bulgaria) e invitò il principe a sedere sul trono magiaro. Béla, che visse a Costantinopoli dal 1163 ed era il vecchio erede designato dell'impero bizantino, giunse nel regno assieme a sua moglie Agnese d'Antiochia ad Albareale alla fine di aprile o all'inizio di maggio. Non è chiaro se l'arcivescovo Luca avesse inizialmente appoggiato l'ascesa di Béla (come hanno sostenuto gli storici György Györffy e András Kubinyi), o se si dimostrò contrario sin dal principio. In una lettera scritta da papa Alessandro III, Béla fu eletto re all'unanimità dai «dignitari del regno ungherese», incluso Luca. Tuttavia, l'incoronazione di Béla venne ritardata perché Luca si astenne dal dovere di ottemperare alla celebrazione della cerimonia. L'arcivescovo accusò il monarca di simonia quando Béla donò un prezioso pallio (pallium) al suo delegato; secondo un'interessante teoria proposta dagli studiosi, Luca temeva che l'influenza degli «Grande Scisma» sarebbe aumentata sotto il dominio di Béla. Nonostante le riserve del chierico, la maggioranza degli aristocratici e dei prelati rimase fedele a Béla, il quale chiese l'assistenza della Santa Sede contro l'arcivescovo. Papa Alessandro III rimproverò Luca in una missiva criticando la sua intransigenza e gli ordinò di incoronare Béla, ma il magiaro continuò a rifiutarsi di presenziare la cerimonia. Su richiesta di Béla, Alessandro III autorizzò temporaneamente l'arcivescovo di Kalocsa (presumibilmente Csama) a ungere il re Béla ed eseguire il rito solenne, il quale si tenne il 18 gennaio 1173.

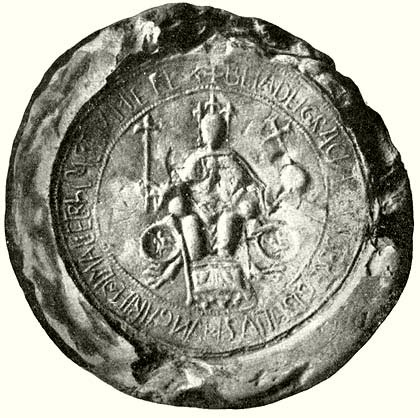
Sigillo di Béla III d'Ungheria

Luca figurava tra i membri dell'opposizione interna che rifiutò di riconoscere la legittimità del regno di Béla. L'arcivescovo si alleò con una sua vecchia avversaria, la regina Eufrosina, e sostenne le aspirazioni del figlio più giovane e omonimo del defunto Géza II, Géza, che mirava a continuare la politica anti-bizantina e filo-papale (almeno dal 1169) di Stefano III. Più o meno nello stesso periodo, Luca sollevò Eufrosina da un anatema papale in maniera unilaterale ricaduto sulla sua testa quando, presumibilmente, rimosse senza averne il potere il prevosto di Albareale in carica, un certo Gregorio. Per scongiurare il rischio di una guerra civile, Béla III imprigionò Géza, che aveva già contattato l'imperatore Federico Barbarossa, subito dopo la sua incoronazione. La rigida presa di posizione di Luca coincise con il suo declino nella corte reale, considerando che Béla lo ignorò nei primi anni del suo regno. Al posto di Luca, l'arcivescovo di Kalocsa battezzò il figlio primogenito di Béla, Emerico, nel 1174. Luca perse la sua posizione di rilievo a causa dei suoi atteggiamenti a favore di un suo rivale di lunga data, Andrea, divenuto arcivescovo di Kalocsa nel 1176. Andrea, in quanto abile diplomatico, divenne il capo de facto della Chiesa cattolica in Ungheria e tale ruolo gli venne riconosciuto da papa Alessandro III. Luca non compare negli elenchi dei testimoni dei successivi atti reali emessi negli otto anni successivi e fino al 1180. Tuttavia, l'amministrazione dei sacramenti ai membri della famiglia reale rimase sempre in capo agli arcivescovi di Strigonio. Nel 1176, Béla soppresse la resistenza dei sostenitori di Géza e relegò Eufrosina in prigione. Lo storico Pál Engel ha osservato che «il timore di Luca [di venire arrestato] si rivelò del tutto ingiustificata», poiché Béla III governò l'Ungheria come monarca indipendente ed escluse l'influenza del vicino impero oltre i suoi confini durante il suo regno.
Il ritiro di Luca dagli affari statali portò all'emissione di documenti scritti e alla cessazione dell'alfabetizzazione ufficiale all'interno della cappella reale. Diversi membri istruiti e qualificati del suo ufficio lasciarono la corte reale per seguire Luca, deduzione che può essere compiuta sulla base della drastica riduzione del numero di decreti reali avvenuta fino al 1181. La cappella reale non riacquistò mai la sua precedente influenza, anche dopo che Béla III e Luca si riconciliarono intorno al 1179. Alla corte imperiale di Costantinopoli, Béla apprese l'importanza di disporre di una pubblica amministrazione ben organizzata e comprese la necessità di disporre di documenti scritti. Nel 1181, ordinò pertanto che fosse emesso un atto che considerasse tutte le transazioni svoltesi in sua presenza. Questa decisione portò all'istituzione permanente della Cancelleria reale e alla proliferazione dell'alfabetizzazione in ambito laico e in maniera indipendente rispetto alle istituzioni ecclesiastiche. Béla III mirava a separare le competenze della corona da quelle del clero, specie con riferimento all'emissione di documenti ufficiali; è possibile che si convinse di tale scelta anche per via dei conflitti giurisdizionali di lunga durata con Luca.
Il favorito di lunga data di Béla III, Andrea, arcivescovo di Kalocsa, entrò in contrasto con la massima autorità magiara tra il 1178 e il 1179. Il re privò lui e il suo sostenitore, Gregorio, prevosto del capitolo di Albareale, dei loro uffici e sequestrò le entrate dell'arcivescovo. Béla confiscò anche la cappella reale di Albareale, sottoposta alla giurisdizione diretta della Santa Sede. Andrea fuggì dall'Ungheria e presentò una petizione alla curia romana, chiedendo un'indagine presso la Concilio Lateranense III. Alessandro III minacciò Béla III di scomunica e lo punì con varie sanzioni ecclesiastiche; nel frattempo, Béla si riconciliò con l'arcivescovo Luca, che lo assolse e scomunicò Andrea di Kalocsa e i suoi sostenitori clericali. Luca accusò Andrea di aver esercitato indebitamente la sua autorità su sacerdoti ed ecclesiastici delle chiese reali, tradizionalmente poste sotto l'autorità territoriale dell'arcidiocesi di Strigonio. Oltre ai contrasti personali, il conflitto si innestò nella più generale rivalità tra la sede di Strigonio e quella di Kalocsa per il ruolo di guida della chiesa magiara. Nella sua lettera inviata in Ungheria nel marzo 1179, papa Alessandro riservò toni pesanti a Luca, ricordandogli nel dettaglio i suoi «peccati» commessi in epoca passata dal chierico durante il mandato di Stefano III e minacciandolo di scomunicarlo se non avesse revocato la punizione inflitta ad Andrea. In un'altra lettera, il pontefice esortò i magiari il clero a non obbedire ai dettami di Luca, malgrado queste missive non sortirono l'effetto sperato e Luca preservò la propria influenza presso la corte reale fino alla sua morte. L'ultimo riferimento a Luca risale al 20 agosto 1181, ragion per cui la sua morte va collocata poco dopo, all'incirca intorno alla contemporanea dipartita di papa Alessandro III (30 agosto 1181). A Luca subentrò in veste di arcivescovo di Strigonio Nicola nel 1181.

## Rilevanza storica e processo di canonizzazione
Györffy ha sottolineato come Luca fu il primo prelato nell'Europa continentale a diffondere il culto di Tommaso Becket (in seguito santificato come San Tommaso di Canterbury), assassinato nel 1170 e canonizzato da papa Alessandro III tre anni dopo. Su invito di Béla, verosimilmente sotto l'influenza di Luca, i monaci cistercensi si spostarono dall'Abbazia di Pontigny, luogo in cui Becket fu esiliato, e fondarono una nuova abbazia filiale a Egres nel 1179. Luca fondò anche una prevostura alla periferia di Strigonio dedicata a Becket (odierna Szenttamás, la sezione orientale del comune di Strigonio). Alcune delle reliquie di Becket furono trasferite a Strigonio nel XVI secolo.
Luca fu definito «santo» nei registri parrocchiali di Enrico di Mügeln e del frate cistercense Alberico delle Tre Fontane. Secondo lo storico trevigiano Odorico Rinaldi, Luca morì come «eminente sacerdote morale», oltre che come guaritore di malati, riservandogli per questo motivo la definizione di santo. Le procedure per la sua canonizzazione iniziarono grazie alla richiesta di Roberto, arcivescovo di Strigonio, nel 1231, che ebbe diversi conflitti con Andrea II d'Ungheria e l'autorità secolare intervenuta. Secondo lo storico Gyula Kristó, questo influenzò Roberto a promuovere gli obiettivi politici di Luca. Su sua richiesta, papa Gregorio IX affidò Bulcsú Lád, vescovo di Csanád, e altri due sacerdoti il 28 agosto 1231 per condurre un'indagine e inviare il loro resoconto a Roma. Dopo aver ricevuto il rapporto e la lettera che si dimostravano favorevoli alla canonizzazione di Andrea, il papa ordinò al legato pontificio Jacopo da Pecorara il 17 febbraio 1233 di affrontare, tra le altre cose, tale questione. Tuttavia il documento in esame andò perso e la canonizzazione subì un ritardo. Egyed Hermann e József Félegyházy hanno affermato che l'invasione mongola del 1241 dell'Ungheria fece ricadere la vicenda in secondo piano, considerate le circostanze storiche. Altri storici sostengono che Luca non apparisse un profilo adatto ed esemplare per la Santa Sede, considerata la sua ripetuta strategia di anteporre gli interessi della sua chiesa a quella del papa. Il figlio di Andrea, Béla IV tentò senza successo di riavviare la sua canonizzazione. In seguito furono eseguiti alcuni tentativi semiufficiali da parte di alcuni prelati, nello specifico Ignác Batthyány, Ján Krstiteľ Scitovský e József Mindszenty, caduti però nel vuoto.